# Pont Mira
Pour les articles homonymes, voir Mira.
Le pont Mira (en néerlandais : Mirabrug) est un pont tournant sur la Durme, à la limite des communes  belges de Hamme et de Waasmunster en Flandre-Orientale.

## Historique
Le pont a été construit entre 1896 et 1900.
Au début de la Première Guerre mondiale, la travée centrale du pont fut détruite par la population locale, afin de stopper la progression des chars lourds allemands vers les ports belges.
Tout trafic y était autorisé jusqu'en 1970, mais depuis, seuls les cyclistes et les piétons peuvent l'emprunter.
Le pont est un monument protégé depuis 1991.
En 2002, le pont Mira fut restauré et inauguré le 21 janvier 2003 en présence des acteurs Willeke van Ammelrooy et de Jan Decleir. La restauration a coûté deux millions d'euros et a été entièrement financée par la Région flamande.

## Dans le filmMira

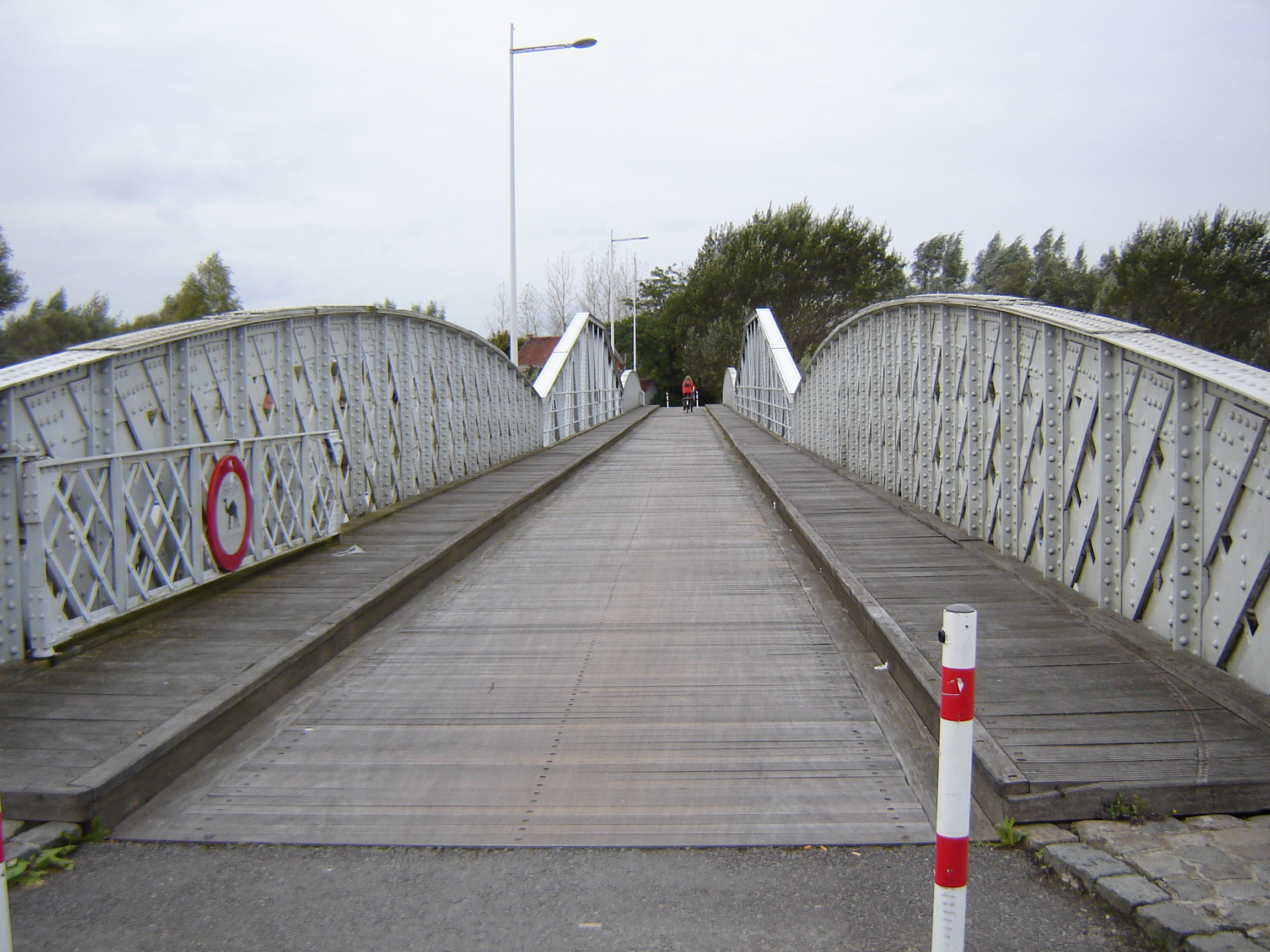
Le tablier du pont Mira.

Le pont tire son nom de Mira, un film réalisé par Fons Rademakers sorti en 1971 et dont le scénario, écrit par Hugo Claus, est basé sur l'ouvrage de Stijn Streuvels De teleurgang van den Waterhoek (en français : Le Déclin du Waterhoek), un roman publié en 1927. Willeke van Ammelrooy et Jan Decleir tiennent les rôles principaux.
Cependant, le pont du roman de Streuvels est le pont du Waterhoek franchissant l'Escaut, un pont de type Vierendeel construit entre 1902 et 1906 et qui reliait Ruien (Flandre-Orientale) et Avelgem (Flandre-Occidentale). Ce pont, détruit lors des deux guerres mondiales, a été reconstruit pour la dernière fois entre 1950 à 1952, mais n'est plus de type Vierendeel.

## Réserve naturelleDen Bunt
À proximité du pont s'étend la réserve naturelle Den Bunt où croît une flore remarquable résultant des inondations nombreuses de la Durme et de la présence de tourbières. Les digues forment d'agréables sentiers de promenade. 